# Alexander Bay (Canadá)

Alexander Bay ou Alexander Bay Station é um assentamento no Canadá, na província de Terra Nova e Labrador.
A comunidade contava com uma loja e um telégrafo em 1911. Fica a 291 km de St. John's, 80 km de Clarenville, a oeste de Glovertown. Teve um posto de correio desde 1949, fechado em 1966.
A baía onde se insere foi chamada Bloody Bay ou Bloody Reach, depois de um conflito entre colonizadores europeus e os Beothuk, mas acabou por receber o nome de William Alexander.